# Ferulago serpentinica
Ferulago serpentinica là một loài thực vật có hoa trong họ Hoa tán. Loài này được Rech.f. mô tả khoa học đầu tiên năm 1961.